# Pycnonotus jocosus
Il bulbul dai mustacchi rossi (Pycnonotus jocosus (Linnaeus, 1758)) è un uccello della famiglia Pycnonotidae, diffuso nell'Asia meridionale e orientale.

## Distribuzione e habitat
La specie è diffusa in India, Bhutan, Nepal, Bangladesh, Myanmar, Cambogia, Laos, Thailandia, Vietnam, Cina e Malaysia.
È stata introdotta dall'uomo in Arabia Saudita, negli Emirati Arabi Uniti, nelle isole Mascarene (Mauritius e Réunion), nelle Seychelles, a Singapore, in Australia e negli Stati Uniti.

## Tassonomia
Comprende le seguenti sottospecie:
- Pycnonotus jocosus fuscicaudatus (Gould, 1866)
- Pycnonotus jocosus abuensis (Whistler, 1931)
- Pycnonotus jocosus pyrrhotis (Bonaparte, 1850)
- Pycnonotus jocosus emeria (Linnaeus, 1758)
- Pycnonotus jocosus whistleri Deignan, 1948
- Pycnonotus jocosus monticola (Horsfield, 1840)
- Pycnonotus jocosus jocosus (Linnaeus, 1758)
- Pycnonotus jocosus hainanensis (Hachisuka, 1939)
- Pycnonotus jocosus pattani Deignan, 1948